# قائمة ملوك فرنسا
هذه قائمة بأسماء الملوك الذين اعتلوا عرش فرنسا أو تزعموا الفرانك منذ القرن الخامس حتى قيام الجمهورية الثالثة عام 1871.م

## الإمبراطورية الفرنكية

### الملوك الميروفينجيون
- كلوديون الملتحي 428 - 448.م
- ميروفيوس 448 - 458.م
- شيلديريك الأول 458 - 481.م
- كلوفيس الأول 481 - 511.م
- شيلديبيرت الأول {ملك في باريس} 511 - 558.م
- كلوتير الأول {في سواسون} 511 - 561.م وملك على فرنسا 558 - 561.م
- كلودومير الأول {في أورليان} 511 - 524.م
- ثيودوريك الأول {في رانس} 511 - 534.م
- ثيوديبيرت الأول {في رانس} 534 - 548.م
- ثيوديبالد {في رانس} 548 - 555.م ثمّ يستولي كلوتير ملك سواسون على رانس عام 555.م.
- شيلبيريك الأول {في سواسون} 561 - 584.م
- جونتران {في بيرجندي وأورليان} 561 - 592.م
- سيجيبيرت الأول {في رانس} 561 - 575.م
- كاريبيرت الأول {في باريس} 561 - 567.م
- شيلديبيرت الثاني {في رانس} 575 - 595.م واستولى على عرش بيرجندي وأورليان عام 592.م
- ثيوديبيرت الثاني {في رانس} 595 - 612.م
- ثيودوريك الثاني {في بيرجندي وأورليان} 595 - 613.م
- سيجيبيرت الثاني {في بيرجندي وأورليان} 613 - 613.م
- كلوتير الثاني {في سواسون} 584 - 629.م وملك على فرنسا 613 - 628.م
- داجوبيرت الأول 629 - 639.م
- كاريبيرت الثاني {في آكيتين} 629 - 632.م
- سيجيبيرت الثالث {ملك على أوستراسيا} 639 - 656.م
- شيلديبيرت الثالث المتبنّى {ملك على أوستراسيا} 656 - 661.م ثم سقطت أوستراسيا بيد كلوتير الثالث ملك نيوستريا.
- كلوفيس الثاني {ملك على نيوستريا} 639 - 655.م
- كلوتير الثالث {ملك على نيوستريا} 655 - 673.م وملك على فرنسا 661 - 673.م
- شيلديريك الثاني {ملك على أوستراسيا} 662 - 675.م وملك على فرنسا 673 - 675.م
- ثيودوريك الثالث {ملك على نيوستريا} 675 - 691.م وملك على فرنسا 679 - 691.م
- كلوفيس الثالث {ملك على أوستراسيا} 675 - 676.م
- داجوبيرت الثاني {ملك على أوستراسيا} 676 - 679.م
- كلوفيس الرابع {ملك على فرنسا} 691 - 695.م
- شيلديبيرت الرابع {ملك على فرنسا} 695 - 711.م
- داجوبيرت الثالث {ملك على فرنسا} 711 - 715.م
- شيلبيريك الثاني 715 - 721.م
- كلوتير الرابع {ملك على أوستراسيا} 717 - 718.م
- تيودوريك الرابع {ملك على فرنسا} 721 - 737.م
- شيلديريك الثالث {ملك على فرنسا} 743 - 751.م

في عام 751.م أعلن رئيس البلاط {بيبان الثالث القصير} عدم شرعية حكم شيلديريك الثالث لضعفه وعدم كفايته فخلعه بدعم من الباباوية في روما وتوّج نفسه ملكا على فرنسا ليكون أول الملوك الكارولنجيين.

### سلالة الكارولنجية(888-751)
| الصورة | الاسم                 | من            | إلى           | الوفاة | علاقته بسلفه                                                                   | ألقاب                                 |
| ------ | --------------------- | ------------- | ------------- | ------ | ------------------------------------------------------------------------------ | ------------------------------------- |
|        | بيبن، القصير          | 751           | 24 سبتمبر 768 |        | • ابن كارل مارتل وروترود من هيسباي، حفيد الأكبر لـ ثيوديريك الثالث من جهة الأم | ملك الفرنجة                           |
|        | كارلومان الأول        | 24 سبتمبر 768 | 4 ديسمبر 771  |        | • ابن بيبن                                                                     | ملك الفرنجة                           |
|        | شارل الأول، الكبير    | 24 سبتمبر 768 | 28 يناير 814  |        | • شقيق كارلومان الأول                                                          | ملك الفرنجة إمبراطور رومان            |
|        | لويس الأول، التقي     | 28 يناير 814  | 20 يونيو 840  |        | • ابن شارلمان                                                                  | ملك الفرنجة إمبراطور الرومان          |
|        | شارل الثاني، الأصلع   | 20 يونيو 840  | 6 أكتوبر 877  |        | • ابن لويس الأول                                                               | ملك الفرنجة إمبراطور الرومان (875–77) |
|        | لويس الثاني، المُتلعثم | 6 أكتوبر 877  | 10 أبريل 879  |        | • ابن شارل الثاني                                                              | ملك الفرنجة                           |
|        | لويس الثالث           | 10 أبريل 879  | 5 أغسطس 882   |        | • ابن لويس الثاني                                                              | ملك الفرنجة                           |
|        | كارلومان الثاني       | 5 أغسطس 882   | 6 ديسمبر 884  |        | • ابن لويس الثاني                                                              | ملك الفرنجة                           |
|        | شارل الثالث، البدين   | 20 مايو 885   | 13 يناير 888  |        | • ابن لودفيغ الألماني • ابن عم لويس الثالث وكارلومان الثاني • حفيد لويس الأول  | ملك الفرنجة إمبراطور رومان (881–87)   |

### سلالة روبرتيون(888–898)
روبرتيون هم أحد نبلاء المملكة وكانوا يكنوا الولاء للكارولنجيون، وهم أسلاف أسرة الكابيتيون لاحقاً، أودو، كونت باريس تم اختياره من قبل النبلاء ليكون ملك الفرنجة الغربية بعد خلع شارل البدين، توج أودو في كومبين في فبراير 888 من قبل والتر، رئيس أساقفة سانس.
| الصورة | الاسم                          | من            | إلى         | علاقته بأسلافه                                                                                      | ألقاب                        |
| ------ | ------------------------------ | ------------- | ----------- | --------------------------------------------------------------------------------------------------- | ---------------------------- |
|        | أودو الباريسي (Eudes de Paris) | 29 فبراير 888 | 1 يناير 898 | • ابن روبرت القوي (روبرتيون) • ربما يكون من سليل كاريبيرت الأول • انتخاب ملكاً ضد الشاب شارل الثالث. | ملك الفرنجة (Roi des Francs) |

### سلالة الكارولنجية (893–922)
شارل اليتيم هو ابن لويس الثاني، ولد بعد وفاته، توج شارل من قِبل بعض فصائل التي عارضت أودو في كاتدرائية ريمس، ومع ذلك لم يصبح شارل ملكاً فعالاً إلا بعد وفاة أودو في 898 .
| الصورة | الاسم                                      | من           | إلى          | علاقته بسلفه                                                               | ألقاب                        |
| ------ | ------------------------------------------ | ------------ | ------------ | -------------------------------------------------------------------------- | ---------------------------- |
|        | شارل الثالث الشجاع (Charles III le Simple) | 28 يناير 898 | 30 يونيو 922 | • ابن لويس الثاني الأصغر • الأخ الغير شقيق لـ كارلومان الثاني ولويس الثالث | ملك الفرنجة (Roi des Francs) |

### روبرتيون (922–923)
| الصورة | الاسم                    | من           | إلى          | علاقته بسلفه          | ألقاب                        |
| ------ | ------------------------ | ------------ | ------------ | --------------------- | ---------------------------- |
|        | روبرت الأول (Robert Ier) | 30 يونيو 922 | 15 يونيو 923 | • شقيق الأصغر لـ أودو | ملك الفرنجة (Roi des Francs) |

### سلالة بوزونيد (923–936)
سلالة بوزونيد تنحدر من بوسو الأكبر، انتخب رودولف ملكاً في 923.
| الصورة | الاسم                    | من           | إلى          | علاقته بسلفه                                | ألقاب                        |
| ------ | ------------------------ | ------------ | ------------ | ------------------------------------------- | ---------------------------- |
|        | رودولف (Raoul de France) | 13 يوليو 923 | 14 يناير 936 | • ابن ريتشارد دوق برغونية • صهر روبرت الأول | ملك الفرنجة (Roi des Francs) |

### سلالة الكارولنجية (936–987)
| الصورة | الاسم                                        | من            | إلى           | علاقته بسلفه      | ألقاب                        |
| ------ | -------------------------------------------- | ------------- | ------------- | ----------------- | ---------------------------- |
|        | لويس الرابع دي أوترمار (Louis IV d'Outremer) | 19 يونيو 936  | 10 سبتمبر 954 | • ابن شارل الثالث | ملك الفرنجة (Roi des Francs) |
|        | لوثير (Lothaire de France)                   | 12 نوفمبر 954 | 2 مارس 986    | • ابن لويس الرابع | ملك الفرنجة (Roi des Francs) |
|        | لويس الخامس                                  | 8 يونيو 986   | 22 مايو 987   | • ابن لوثير       | ملك الفرنجة (Roi des Francs) |

## الكابيتيون (987–1792)
في عام 987.م توفي الملك الشاب {لويس الخامس} في ظروف غامضة وكان النبلاء في باريس وفرنسا قد أعلنوا ولائهم مسبقا للدوق {أوغو كابيه} دوق باريس الذي اعتلى العرش في عام 987.م دون مقاومة من النبلاء أو العامة فانتقلت الملكية في فرنسا من أسرة كارولنجية إلى أسرة كابيه.

### أسرة كابيه (987–1328)
| الصورة | الشعار | الاسم                                                      | فترة حياته  | بداية حكمه     | نهاية حكمه     | القرابة                                                     | ألقاب                                                                     |
| ------ | ------ | ---------------------------------------------------------- | ----------- | -------------- | -------------- | ----------------------------------------------------------- | ------------------------------------------------------------------------- |
|        |        | أوغو كابيه (Hugues Capet)                                  | (996-941)   | 3 يوليو 987    | 24 أكتوبر 996  | • حفيد روبرت الأول                                          | ملك الفرنجة (Roi des Francs)                                              |
|        |        | روبرت الثاني المتدين، الحكيم (Robert II le Pieux, le Sage) | (1031-972)  | 24 أكتوبر 996  | 20 يوليو 1031  | • ابن أوغو كابيه                                            | ملك الفرنجة (Roi des Francs)                                              |
|        |        | هنري الأول (Henri Ier)                                     | (1060-1008) | 20 يوليو 1031  | 4 أغسطس 1060   | • ابن روبرت الثاني                                          | ملك الفرنجة (Roi des Francs)                                              |
|        |        | فيليب الأول المُغْرم (Philippe Ier l' Amoureux)              | (1108-1052) | 4 أغسطس 1060   | 29 يوليو 1108  | • ابن هنري الأول                                            | ملك الفرنجة (Roi des Francs)                                              |
|        |        | لويس السادس البدين (Louis VI le Gros)                      | (1137-1081) | 29 يوليو 1108  | 1 أغسطس 1137   | • ابن فيليب الأول                                           | ملك الفرنجة (Roi des Francs)                                              |
|        |        | لويس السابع الشاب (Louis VII le Jeune)                     | (1180-1120) | 1 أغسطس 1137   | 18 سبتمبر 1180 | • ابن لويس السادس                                           | ملك الفرنجة (Roi des Francs)                                              |
|        |        | فيليب الثاني أوغسطس (Philippe II Auguste)                  | (1223-1165) | 18 سبتمبر 1180 | 14 يوليو 1223  | • ابن لويس السابع                                           | ملك الفرنجة (Roi des Francs) أول ملك يستخدم لقب ملك فرنسا (Roi de France) |
|        |        | لويس الثامن الأسد (Louis VIII le Lion)                     | (1226-1187) | 14 يوليو 1223  | 8 نوفمبر 1226  | • ابن فيليب الثاني                                          | ملك فرنسا (Roi de France)                                                 |
|        |        | لويس التاسع القديس (Saint Louis)                           | (1270-1214) | 8 نوفمبر 1226  | 25 أغسطس 1270  | • ابن لويس الثامن                                           | ملك فرنسا (Roi de France)                                                 |
|        |        | فيليب الثالث الجريء (Philippe III le Hardi)                | (1285-1245) | 25 أغسطس 1270  | 5 أكتوبر 1285  | • ابن القديس لويس                                           | ملك فرنسا (Roi de France)                                                 |
|        |        | فيليب الرابع الوسيم، الملك الحديدي (Philippe IV le Bel)    | (1314-1268) | 5 أكتوبر 1285  | 29 نوفمبر 1314 | • ابن فيليب الثالث                                          | ملك فرنسا ونافارا (Roi de France et de Navarre)                           |
|        |        | لويس العاشر العنيد (Louis X le Hutin)                      | (1316-1289) | 29 نوفمبر 1314 | 5 يونيو 1316   | • ابن فيليب الرابع                                          | ملك فرنسا ونافارا (Roi de France et de Navarre)                           |
|        |        | جان الأول اليتيم (Jean Ier le Posthume)                    | (1316)      | 15 نوفمبر 1316 | 20 نوفمبر 1316 | • ابن لويس العاشر                                           | ملك فرنسا ونافارا (Roi de France et de Navarre)                           |
|        |        | فيليب الخامس الطويل (Philippe V le Long)                   | (1322-1293) | 20 نوفمبر 1316 | 3 يناير 1322   | • ابن فيليب الرابع • أخ الثاني لـ لويس العاشر               | ملك فرنسا ونافارا (Roi de France et de Navarre)                           |
|        |        | شارل الرابع الوسيم (Charles IV le Bel)                     | (1328-1294) | 3 يناير 1322   | 1 فبراير 1328  | • ابن فيليب الرابع • أخ الأصغر لـ لويس العاشر وفيليب الخامس | ملك فرنسا ونافارا (Roi de France et de Navarre)                           |

### أسرة فالوا (1328–1589)
| الصورة | الشعار | الاسم                                                              | فترة حياته  | بداية حكمه     | نهاية حكمه     | القرابة                       | ألقاب                     |
| ------ | ------ | ------------------------------------------------------------------ | ----------- | -------------- | -------------- | ----------------------------- | ------------------------- |
|        |        | فيليب السادس من فالوا، المحظوظ (Philippe VI de Valois, le Fortuné) | (1350-1293) | 1 أبريل 1328   | 22 أغسطس 1350  | • حفيد فيليب الثالث ملك فرنسا | ملك فرنسا (Roi de France) |
|        |        | جان الثاني الطيب (Jean II le Bon)                                  | (1364-1319) | 22 أغسطس 1350  | 8 أبريل 1364   | • ابن فيليب السادس            | ملك فرنسا (Roi de France) |
|        |        | شارل الخامس الحكيم (Charles V le Sage)                             | (1380-1338) | 8 أبريل 1364   | 16 سبتمبر 1380 | • ابن جان الثاني              | ملك فرنسا (Roi de France) |
|        |        | شارل السادس المحبوب، المجنون (Charles VI le Bienaimé, le Fol)      | (1422-1368) | 16 سبتمبر 1380 | 21 أكتوبر 1422 | • ابن شارل الخامس             | ملك فرنسا (Roi de France) |

### أسرة لانكاستر (1422–1453) (مطالب)
| الصورة | الشعار | الاسم                                           | فترة حياته  | بداية حكمه     | نهاية حكمه     | إدعياء | ألقاب                                                   |
| ------ | ------ | ----------------------------------------------- | ----------- | -------------- | -------------- | --- | ------------------------------------------------------- |
|        |        | هنري السادس ملك إنجلترا (Henri VI d'Angleterre) | (1471-1421) | 21 أكتوبر 1422 | 19 أكتوبر 1453 | عن طريق احتلال والده هنري الخامس ملك إنجلترا وبموجب معاهدة تروا أصبح وريث والوصي فرنسا، وهو حفيد شارل السادس من فرنسا. | ملك فرنسا وملك إنجلترا (Roi de France et de Angleterre) |

### أسرة فالوا (1328–1589)
| الصورة | الشعار | الاسم                                                                                             | فترة حياته  | بداية حكمه     | نهاية حكمه    | القرابة | ألقاب                                                                 |
| ------ | ------ | ------------------------------------------------------------------------------------------------- | ----------- | -------------- | ------------- | --- | --------------------------------------------------------------------- |
|        |        | شارل السابع المنتصر، حسن الخدمة (Charles VII le Victorieux, le Bien-Servi)                        | (1461-1403) | 21 أكتوبر 1422 | 22 يوليو 1461 | • ابن شارل السادس | ملك فرنسا. (Roi de France)                                            |
|        |        | لويس الحادي عشر العاقل، الداهية، ملك العنكوت (Louis XI le Prudent, le Rusé, l'Universelle Aragne) | (1483-1423) | 22 يوليو 1461  | 30 أغسطس 1483 | • ابن شارل السابع | ملك فرنسا (Roi de France)                                             |
|        |        | شارل الثامن الدمث (Charles VIII l'Affable)                                                        | (1498-1470) | 30 أغسطس 1483  | 7 أبريل 1498  | • ابن لويس الحادي عشر | ملك فرنسا ملك نابولي "إدعاء" (Roi de France)                          |
|        |        | لويس الثاني عشر والد الشعب (Louis XII le Père du Peuple)                                          | (1515-1462) | 7 أبريل 1498   | 1 يناير 1515  | • حفيد شارل الخامس من الجيل الثاني • ابن العم الثاني، ومن خلال الزواج هو صهر لويس الحادي عشر • من خلال زواجه الثاني من آن من بريتاني، أرملة شارل الثامن | ملك فرنسا (Roi de France) ملك نابولي (1504-1501)                      |
|        |        | فرانسوا الأول والد ومرمم الخطابات (François Ier le Père et Restaurateur des Lettres)              | (1547-1494) | 1 يناير 1515   | 31 مارس 1547  | • حفيد شارل الخامس من الجيل الثالث • ابن العم ومن خلال الزواج هو صهر لويس الثاني عشر                                                                    | ملك فرنسا (Roi de France)                                             |
|        |        | هنري الثاني (Henri II)                                                                            | (1559-1519) | 31 مارس 1547   | 10 يوليو 1559 | • ابن فرانسوا الأول/ومن جهة أمه هو حفيد لويس الثاني عشر                                                                                                 | ملك فرنسا (Roi de France)                                             |
|        |        | فرانسوا الثاني (François II)                                                                      | (1560-1544) | 10 يوليو 1559  | 5 ديسمبر 1560 | • ابن هنري الثاني | ملك فرنسا (Roi de France) ملك اسكتلندا (1558–1560)                    |
|        |        | شارل التاسع                                                                                       | (1574-1550) | 5 ديسمبر 1560  | 30 مايو 1574  | • ابن هنري الثاني | ملك فرنسا (Roi de France)                                             |
|        |        | هنري الثالث (Henri III)                                                                           | (1589-1551) | 30 مايو 1574   | 2 أغسطس 1589  | • ابن هنري الثاني | ملك فرنسا (Roi de France) ملك بولندا ودوق ليتوانيا الأكبر (1573–1575) |

في عام 1589.م اغتيل الملك {هنري الثالث} أثناء حصاره لمدينة باريس التي استولى عليها أعدائه من أعضاء الثورة حيث تم اغتياله على يد أحد الرهبان الدومينيكان، فتم استدعاء {هنري دي بوربون} ملك نافارا ليعتلي عرش فرنسا بزواجه من {مارغريت من فالوا} وانضم الجزء الشمالي من مملكة نافارا مع فرنسا في اتحاد في 1589 عندما ورث الملك هنري الثالث من نافارا حكم العرش الفرنسي كهنري الرابع من فرنسا، وفي 1620 دمج الجزء الشمالي من المملكة مع مملكة فرنسا.

### أسرة بوربون (1589–1792)
.
| الصورة | الشعار | الاسم                                                                                        | فترة حياته                      | بداية حكمه    | نهاية حكمه     | القرابة | ألقاب |
| ------ | ------ | -------------------------------------------------------------------------------------------- | ------------------------------- | ------------- | -------------- | --- | --- |
|        |        | هنري الرابع، الملك هنري الطيبـ الشهم الأخضر (Henri IV, le Bon Roi Henri, le Vert-Galant)     | (13 ديسمبر 1553 - 14 مايو 1610) | 2 أغسطس 1589  | 14 مايو 1610   | • من أحفاد القديس لويس من خط الذكور بعدة أجيال. • من خلال الزواج هو صهر هنري الثاني، وفرانسوا الثاني وشارل التاسع وهنري الثالث | ملك فرنسا ونافارا (Roi de France et de Navarre)                                                          |
|        |        | لويس الثالث عشر العادل (Louis XIII le Juste)                                                 | (27 سبتمبر 1601 - 14 مايو 1643) | 14 مايو 1610  | 14 مايو 1643   | • ابن هنري الرابع | ملك فرنسا ونافارا (Roi de France et de Navarre)                                                          |
|        |        | لويس الرابع عشر العظيم، الملك الشمس (Louis XIV le Grand, le Roi Soleil)                      | (5 سبتمبر 1638 - 1 سبتمبر 1715) | 14 مايو 1643  | 1 سبتمبر 1715  | • ابن لويس الثالث عشر | ملك فرنسا ونافارا (Roi de France et de Navarre)                                                          |
|        |        | لويس الخامس عشر المحبوب (Louis XV le Bien-Aimé)                                              | (15 فبراير 1710 - 10 مايو 1774) | 1 سبتمبر 1715 | 10 مايو 1774   | • حفيد لويس الرابع عشر من الجيل الثاني                                                                                         | ملك فرنسا ونافارا (Roi de France et de Navarre)                                                          |
|        |        | لويس السادس عشر مرمم اللبيرالية الفرنسية (Louis XVI le Restaurateur de la Liberté Française) | (23 أغسطس 1754 - 21 يناير 1793) | 10 مايو 1774  | 21 سبتمبر 1792 | • حفيد لويس الخامس عشر | ملك فرنسا ونافارا (Roi de France et de Navarre) (1774–1791) ملك الفرنسيين (Roi des Français) (1791–1792) |
|        |        | لويس السابع عشر (المطالب)                                                                    | (27 مارس 1785 - 8 يونيو 1795)   | 21 يناير 1793 | 8 يونيو 1795   | • ابن لويس السادس عشر | (إدعاء) ملك فرنسا ونافارا (Roi de France et de Navarre)                                                  |

في عام 1789.م اندلعت الثورة الفرنسية في كافة أرجاء فرنسا وفي باريس تم تدمير سجن الباستيل على يد الثوار الذين ما لبثوا أن أطاحوا بالملك عام 1791.م الذي تمّ إعدامه بالمقصلة بأمر من رؤوس الثورة عام 1793.م.

## أسرة بونابرت، الإمبراطورية الأولى (1804–1814)
| الصورة | الشعار | الاسم                                          | فترة حياته                    | بداية حكمه   | نهاية حكمه    | القرابة | ألقاب                                  |
| ------ | ------ | ---------------------------------------------- | ----------------------------- | ------------ | ------------- | ------- | -------------------------------------- |
|        |        | نابليون الأول، العظيم (Napoléon Ier, le Grand) | (15 أغسطس 1769 - 5 مايو 1821) | 18 مايو 1804 | 11 أبريل 1814 | لايوجد  | إمبراطور فرنسا (Empereur des Français) |

## سلالة الكابيتيون (1814–1815)

### أسرة بوربون، عهد ترميم (1814–1815)
| الصورة | الشعار | الاسم                                                   | فترة حياته                        | بداية حكمه    | نهاية حكمه   | القرابة                                       | ألقاب                                           |
| ------ | ------ | ------------------------------------------------------- | --------------------------------- | ------------- | ------------ | --------------------------------------------- | ----------------------------------------------- |
|        |        | لويس الثامن عشر، المرجو (Louis Dix-huitième, le Désiré) | (17 نوفمبر 1755 - 16 سبتمبر 1824) | 11 أبريل 1814 | 20 مارس 1815 | • حفيد لويس الخامس عشر • شقيق لويس السادس عشر | ملك فرنسا ونافارا (Roi de France et de Navarre) |

## أسرة بونابرت، الإمبراطورية الأولى (مائة يوم, 1815)
| الصورة | الشعار | الأسم                        | فترة حياته                     | بداية حكمه    | نهاية حكمه    | القرابة              | ألقاب                                          |
| ------ | ------ | ---------------------------- | ------------------------------ | ------------- | ------------- | -------------------- | ---------------------------------------------- |
|        |        | نابليون الأول (Napoléon Ier) | (15 أغسطس 1767- 5 مايو 1821)   | 20 مارس 1815  | 22 يونيو 1815 | لايوجد               | إمبراطور فرنسا (Empereur des Français)         |
|        |        | نابليون الثاني (Napoléon II) | (20 مارس 1811 - 22 يوليو 1832) | 22 يونيو 1815 | 7 يوليو 1815  | • ابن نابليون الثاني | (إدعاء) إمبراطور فرنسا (Empereur des Français) |

## سلالة الكابيتيون (1815–1848)

### أسرة بوربون، عهد الترميم (1815–1830)
| الصورة | الشعار | الاسم                                                   | فترة حياته                        | بداية حكمه     | نهاية حكمه              | القرابة                                                               | ألقاب                                                   |
| ------ | ------ | ------------------------------------------------------- | --------------------------------- | -------------- | ----------------------- | --------------------------------------------------------------------- | ------------------------------------------------------- |
|        |        | لويس الثامن عشر، المرجو (Louis Dix-huitième, le Désiré) | (17 نوفمبر 1755 - 16 سبتمبر 1824) | 7 يوليو 1815   | 16 سبتمبر 1824          | • حفيد لويس الخامس عشر • شقيق لويس السادس عشر                         | ملك فرنسا ونافارا (Roi de France et de Navarre)         |
|        |        | شارل العاشر (Charles Dixième)                           | (9 أكتوبر 1757 - 6 نوفمبر 1836)   | 16 سبتمبر 1824 | 2 أغسطس 1830            | • حفيد لويس الخامس عشر • شقيق لويس السادس عشر ولويس الثامن عشر الأصغر | ملك فرنسا ونافارا (Roi de France et de Navarre)         |
|        |        | لويس التاسع عشر أنطوني (Louis XIX)                      | (6 أغسطس 1775 - 3 يونيو 1844)     | 2 أغسطس 1830   | 2 أغسطس 1830 (20 دقيقة) | • ابن شارل العاشر                                                     | (إدعاء) ملك فرنسا ونافارا (Roi de France et de Navarre) |
|        |        | هنري الخامس (Henri V)                                   | (29 سبتمبر 1820 - 24 أغسطس 1883)  | 2 أغسطس 1830   | 9 أغسطس 1830 (7 أيام)   | • حفيد شارل العاشر • ابن شقيق لويس أنطوني                             | (إدعاء) ملك فرنسا ونافارا (Roi de France et de Navarre) |

### أسرة أوليانز، ملكية يوليو (1830–1848)
| الصورة | الشعار | الاسم                                                               | فترة حياته                      | بداية حكمه   | نهاية حكمه     | القرابة | ألقاب                            |
| ------ | ------ | ------------------------------------------------------------------- | ------------------------------- | ------------ | -------------- | --- | -------------------------------- |
|        |        | لويس فيليبي الأول، ملك الشعب (Louis Philippe Ier, le Roi Bourgeois) | (6 أكتوبر 1773 - 26 أغسطس 1850) | 9 أغسطس 1830 | 24 فبراير 1848 | • سليل السادس من أحفاد لويس الثالث عشر من خط الذكور • ابن العم السادس لـ لويس السادس عشر ولويس الثامن عشر وشارل العاشر | ملك الفرنسيين (Roi des Français) |

## أسرة بونابرت، الإمبراطورية الثانية (1852–1870)
| الصورة | الشعار | الاسم                         | فترة حياته                     | بداية حكمه    | نهاية حكمه    | القرابة                  | ألقاب                                    |
| ------ | ------ | ----------------------------- | ------------------------------ | ------------- | ------------- | ------------------------ | ---------------------------------------- |
|        |        | نابليون الثالث (Napoléon III) | (20 أبريل 1808 - 9 يناير 1873) | 2 ديسمبر 1852 | 4 سبتمبر 1870 | • ابن شقيق نابليون الأول | إمبراطور نابليون (Empereur des Français) |

في 1871 أقيمت الجمهورية التي أطاحت بالنظام الملكي نهائياً.